# Europeiska inomhusspelen i friidrott 1969
De fjärde ”europamästerskapen” i friidrott inomhus genomfördes 1969 i Belgrad i det dåvarande Jugoslavien. 1966 – 1969 gick tävlingarna under beteckningen Europeiska inomhusspelen, men från och med 1970 används begreppet Europamästerskapen i friidrott inomhus.

## Medaljörer, resultat

### Herrar
50 m
- 1 Zenon Novosz, Polen – 5,8
- 2 Valerij Borzov, Sovjetunionen – 5,8
- 3 Bob Frith, Östtyskland – 5,8

400 m
- 1 Jan Balachowski, Polen  – 47,3
- 2 Jan Werner, Polen  – 47,4
- 3 Jurij Zorin, Sovjetunionen – 47,4

800 m
- 1 Dieter Fromm, Östtyskland – 1.46,6
- 2 Henryk Szordykowski, Polen  – 1.47,1
- 3 Noel Carroll, Irland – 1.47,6

1 500 m
- 1 Edgard Salvé, Belgien – 3.45,9
- 2 Knut Brustad, Norge  – 3.46,2
- 3 Walter Wilkinson, Storbritannien – 3.46,4

3 000 m
- 1 Ian Stewart, Storbritannien  - 7.55,4
- 2 Javier Álvarez Salgado, Spanien – 7.56,2
- 3 Werner Girke, Västtyskland – 7.56,8

50 m häck
- 1 Alan Pascoe, Storbritannien – 6,6
- 2 Werner Trzmiel, Västtyskland – 6,6
- 3 Nicolae Petrea, Rumänien – 6,7

4 x 390 m
- 1 Polen – 3.01,9
- 2 Sovjetunionen – 3.01,9
- 3 Västtyskland – 3.04,5

3 x 1 000 m
- 1 Västtyskland – 7.08,0
- 2 Tjeckoslovakien – 7.23,1
- 3 Jugoslavien – 7.42,8

Höjdhopp
- 1 Valentin Gavrilov, Sovjetunionen – 2,14
- 2 Henry Elliott, Frankrike – 2,14
- 3 Serban Ioan, Rumänien – 2,14

Längdhopp
- 1 Klaus Beer, Östtyskland – 7,77
- 2 Lynn Davies, Storbritannien – 7,76
- 3 Rafael Blanquer, Spanien – 7,63

Stavhopp
- 1 Wolfgang Nordwig, Östtyskland – 5,20
- 2 Gennadij Bliznetsov, Sovjetunionen – 5,10
- 3 Joachim Bär, Östtyskland – 5,10

Trestegshopp
- 1 Nikolaj Dudkin, Sovjetunionen – 16,73
- 2 Zoltán Cziffra, Ungern – 16,46
- 3 Carol Corbu, Rumänien – 16,20

Kulstötning
- 1 Heinfried Birlenbach, Västtyskland – 19,51
- 2 Hartmut Briesenick, Östtyskland – 19,19
- 3 Heinz-Joachim Rothenburg, Östtyskland – 18,69

### Damer
50 m
- 1 Irena Szewińska, Polen – 6,4
- 2 Sylviane Telliez, Frankrike – 6,5
- 3 Madeleine Cobb, Storbritannien – 6,5

400 m
- 1 Colette Besson, Frankrike – 54,0
- 2 Christel Frese, Västtyskland – 54,8
- 3 Rosemary Stirling, Storbritannien – 54,8

800 m
- 1 Barbara Wieck, Östtyskland – 2.05,3
- 2 Magdolna Kulcsár, Ungern – 2.07,5
- 3 Anna Zimina, Sovjetunionen – 2.08,0

50 m häck
- 1 Karin Balzer, Östtyskland – 7,1
- 2 Meta Antenen, Schweiz – 7,1
- 3 Christine Perera, Storbritannien – 7,1

4 x 195 m
- 1 Frankrike – 1.34,3
- 2 Sovjetunionen – 1.34,6
- 3 Jugoslavien – 1.36,9

Höjdhopp
- 1 Rita Schmidt, Östtyskland  – 1,82
- 2 Jordanka Blagojeva, Bulgarien – 1,82
- 3 Antonina Okorokova Lazareva, Sovjetunionen – 1,79

Längdhopp
- 1 Irena Szewińska, Polen  – 6,38
- 2 Sue Scott, Storbritannien – 6,18
- 3 Meta Antenen, Schweiz – 6,15

Kulstötning
- 1 Marita Lange, Östtyskland  – 17,52
- 2 Ivanka Christova, Bulgarien  – 17,94
- 3 Ingeburg Friedrich, Östtyskland  – 17,42

## Medaljfördelning
| Medaljfördelning |                 |      |        |       |        |
| Plats            | Land            | Guld | Silver | Brons | Totalt |
| 1                | Östtyskland     | 7    | 1      | 4     | 12     |
| 2                | Polen           | 5    | 2      | 0     | 7      |
| 3                | Frankrike       | 3    | 1      | 0     | 4      |
| 4                | Sovjetunionen   | 2    | 4      | 3     | 9      |
| 5                | Storbritannien  | 2    | 2      | 4     | 8      |
| 6                | Västtyskland    | 2    | 2      | 2     | 6      |
| 7                | Belgien         | 1    | 0      | 0     | 1      |
|                  | Ungern          | 1    | 0      | 0     | 1      |
|                  | Bulgarien       | 1    | 0      | 0     | 1      |
| 10               | Spanien         | 0    | 1      | 1     | 2      |
|                  | Schweiz         | 0    | 1      | 1     | 2      |
| 12               | Tjeckoslovakien | 0    | 1      | 0     | 1      |
|                  | Norge           | 0    | 1      | 0     | 1      |
| 14               | Rumänien        | 0    | 0      | 3     | 3      |
| 15               | Jugoslavien     | 0    | 0      | 2     | 2      |
| 16               | Irland          | 0    | 0      | 1     | 1      |